# Pseudovipsania
Pseudovipsania är ett släkte av fjärilar. Pseudovipsania ingår i familjen snigelspinnare.
Kladogram enligt Catalogue of Life:
| Pseudovipsania | \| \| Pseudovipsania frigida \| \| \| \| \| \| Pseudovipsania invera \| \| \| \| |
|                | \| \| Pseudovipsania frigida \| \| \| \| \| \| Pseudovipsania invera \| \| \| \| |
|                | Pseudovipsania frigida                                                           |
|                |                                                                                  |
|                | Pseudovipsania invera                                                            |
|                |                                                                                  |